# تپه امامزاده کهریز
تپه امامزاده کهریز در شهرستان خدابنده، بخش سجارود، روستای آقبلاغ سفلی واقع شده و این اثر در تاریخ ۷ مهر ۱۳۸۱ با شمارهٔ ثبت ۶۲۵۳ به‌عنوان یکی از آثار ملی ایران به ثبت رسیده است.